# Краеведение Карелии
Краеве́дение Каре́лии — всестороннее изучение Карелии главным образом силами местного населения. По форме организации краеведение может быть государственным и общественным, по сфере исследований — комплексным и отраслевым.

## История краеведения Карелии
Первыми собирателями сведений о крае в XVI веке были странствующий монах Иона Соловецкий, приказчик М. Е. Аникеев, подьячий Е. Иванов, олонецкий капитан-лейтенант И. А. Пыхтин, шихтмейстер Т. В. Баландин, мещанин И. Кондратьев, пастор С. Алопеус, купцы Мартьянов и И. Ф. Редуев.
По долгу государственной службы Олонецкий край изучали генерал-губернатор Т. И. Тутолмин, правитель Олонецкого наместничества Г. Р. Державин, профессор К. И. Арсеньев, чиновники Олонецких горных заводов В. И. Рожков, А. С. Ярцов, А. А. Фуллон, П. А. Лопатинский, П. Е. Холостов, В. Ф. Поляков, Н. Ф. Бутенев, полковник К. И. Швабе.
В XIX веке в краеведческих исследованиях принимали деятельное участие архиепископы Игнатий, Мисаил, епископы Никодим, Киприян, Серафим, иеромонах Исаакий, преподаватели Олонецкой духовной семинарии, Олонецкой губернской гимназии, приходские священники.
Олонецкий губернский статистический комитет публиковал в «Олонецких губернских ведомостях» ежегодное приложение — «Указатель статей и заметок», составителями которых были краеведы К. М. Петров и К. С. Еремеев. Были опубликованы краеведческие издания: «История Олонецкой губернии» (1895), «Олонецкий край» (1895), «Олонецкий край и его естественные богатства» (1897), «Олонецкий край» (1898).
В 1871 году создан Олонецкий естественно—промышленный музей, в 1900 году создан Музей церковных ценностей (с 1903 — Олонецкое епархиальное древлехранилище, с 1918 — Церковно-исторический музей). Исследователями в области истории, географии, геологии, статистики, этнографии, фольклористики были краеведы Мегорский В. П., И. В. Кондратьев, Е. И. Тихонов, М. Н. Смирнов, В. П. Крохин, Н. Ф. Лесков, С. А. Раевский, П. Н. Рыбников, Е. М. Прилежаев, Н. С. Шайжин, Е. В. Барсов, М. С. Геттоев, В. Д. Лысанов, Г. Г. Григорьев, А. Ф. Шидловский, Д. П. Ягодкин, А. И. Иванов и другие. Издавались «Олонецкие епархиальные ведомости» (1898—1918), «Вестник Олонецкого губернского земства» (1906), «Карельские известия» Карельского православного братства (1913). Продолжались краеведческие публикации: «Олонецкий край» (1904), «Очерк горнозаводского дела в Олонецкой губернии» (1913), статистический справочник «Олонецкая губерния» (1913), «Олонецкая художественная старина» (1914).
В 1913 году, под председательством вице-губернатора А. Ф. Шидловского, было создано «Общество изучения Олонецкой губернии», в котором состояло более 400 действительных членов. При Обществе издавался журнал «Известия Общества изучения Олонецкой губернии».
В 1923 году на базе «Общества изучения Олонецкой губернии» было создано «Общество изучения Карельской трудовой коммуны», при нём издавался журнал «Известия». Государственный краеведческий музей выпускал «Ежегодник Карельского краеведческого музея», справочник «По Советской Карелии» (1931), сборник «Краеведение в Карелии на новом этапе» (1933).
18 июля 1924 года постановлением Совета Народных Комиссаров Автономной Карельской ССР организовано Центральное Архивное бюро (Центрархив), первым заведующим был назначен Н. В. Хрисанфов.
В 1931 году при Карельском научно-исследовательском институте были созданы Бюро краеведения, заповедники «Кивач», «Кандалакшский» и «Бесов Нос».
В 1960 году создан Музей изобразительных искусств, в 1965 году Музей-заповедник «Кижи», в 1979 году Валаамский музей-заповедник.
В 1980-х годах в Карельской АССР действовало более 100 районных, ведомственных и школьных музеев, был организован телевизионный клуб юных краеведов (руководитель В. П. Пашков), создан петрозаводский клуб «Краевед» и одноимённый печатный орган.
Известные краеведы Карелии — Крылов В. И., И. М. Дуров, С. А. Макарьев, И. М. Никольский, И. М. Мулло, П. В. Иванов, Н. Г. Кучепатов, А. М. Линевский, Н. Г. Прилукин, И. Ф. Семёнов, С. В. Шежемский, Е. М. Эпштейн, Я. А. Балагуров, С. И. Кочкуркина, В. И. Машезерский, А. А. Гордиенко, Г. А. Анкудинов, Л. Н. Белоголова, Х. О. Инно, С. М. Лойтер, П. И. Яковлев, В. А. Карелин, Пашков А. М., Р. П. Лонин, Т. А. Хаккарайнен, И. И. Чухин, Ю. А. Дмитриев и другие.
В 1990-е годы издавались краеведческие сборники «Вестник карельского краеведческого музея» (1995), «Краеведение и музей» (1992, 1996), «Рябининские чтения» (1995), «Музей и краеведение на Европейском Севере» (2001), «Краевед» (1990, 1999, 2007).
В 1998 году создано «Музейное агентство» (в 2001 году преобразовано в Центр культурных инициатив).
В 2007—2011 годах, в соответствии с постановлением правительства Республики Карелия «О подготовке к изданию Карельской энциклопедии», издана энциклопедия «Карелия» — универсальное справочное издание в трёх томах, содержащее систематизированную информацию о природе, истории, культуре, науке, образовании и других сферах жизни Республики Карелия, о персоналиях, внесших значительный вклад в развитие Республики.